# ناحیه کارمل، میشیگان
ناحیه کارمل (به انگلیسی: Carmel Township) یک منطقهٔ مسکونی در ایالات متحده آمریکا است که در شهرستان ایتون، میشیگان واقع شده‌است.
 ناحیه کارمل ۸۸٫۵ کیلومتر مربع مساحت و ۲٬۸۵۵ نفر جمعیت دارد و ۲۷۵ متر بالاتر از سطح دریا واقع شده‌است.